# Sydhedmyra
Sydhedmyra (Formica bruni) är en myrart som beskrevs av Heinrich Kutter 1967. Sydhedmyra ingår i släktet Formica och familjen myror. Arten är reproducerande i Sverige. Inga underarter finns listade i Catalogue of Life.